# Bruce Babbitt
Bruce Edward Babbitt, född 27 juni 1938 i Los Angeles, Kalifornien, är en amerikansk politiker (demokrat). Han var den 16:e guvernören i delstaten Arizona 1978–1987. Babbitt tjänstgjorde som USA:s inrikesminister under president Bill Clinton 1993–2001.

## Biografi
Babbitt avlade grundexamen vid University of Notre Dame. Han fick ett Marshallstipendium för att studera vid Newcastle University i England. Han avlade 1965 juristexamen vid Harvard Law School. Han gifte sig 1968 med Harriet "Hattie" Coons. Paret fick två söner, Christopher och T.J.
Babbitt var delstatens justitieminister i Arizona och tillträdde som guvernör 1978 efter att Wesley Bolin avled i ämbetet. Normalt skulle Arizona Secretary of State Rose Perica Mofford ha tillträtt men hon var då utnämnd av Bolin och inte vald till sitt ämbete. I en senare situation 1988 fick Mofford tillträda som guvernör när hon väl var vald till sin position och Evan Mecham, Babbitts efterträdare som guvernör, avsattes. Delstatens justitieminister (Attorney General) är tredje i successionsordningen i sådana delstater som har viceguvernör men Arizona har ingen sådan.
Babbitt valdes till två fulla mandatperioder som guvernör i Arizona. Han kandiderade sedan i demokraternas primärval inför presidentvalet i USA 1988. Han hoppade av efter dåliga resultat i Iowa och New Hampshire.
Som inrikesminister blev han föremål för en undersökning i samband med att han hade vägrat att ge ett kasinotillstånd för indianer i Wisconsin. Beslutet och Babbitts yttranden inför USA:s kongress misstänktes att ha blivit påverkade av politiska donationer i en affär som kallades Wampumgate. I den slutliga rapporten befanns Babbitt oskyldig.
Babbitt sitter i amerikanska WWF:s styrelse. Han är katolik. Han har kritiserat markanvändningen i USA i boken Cities in the Wilderness: A New Vision of Land Use in America som utkom 2005.